# Literární historie

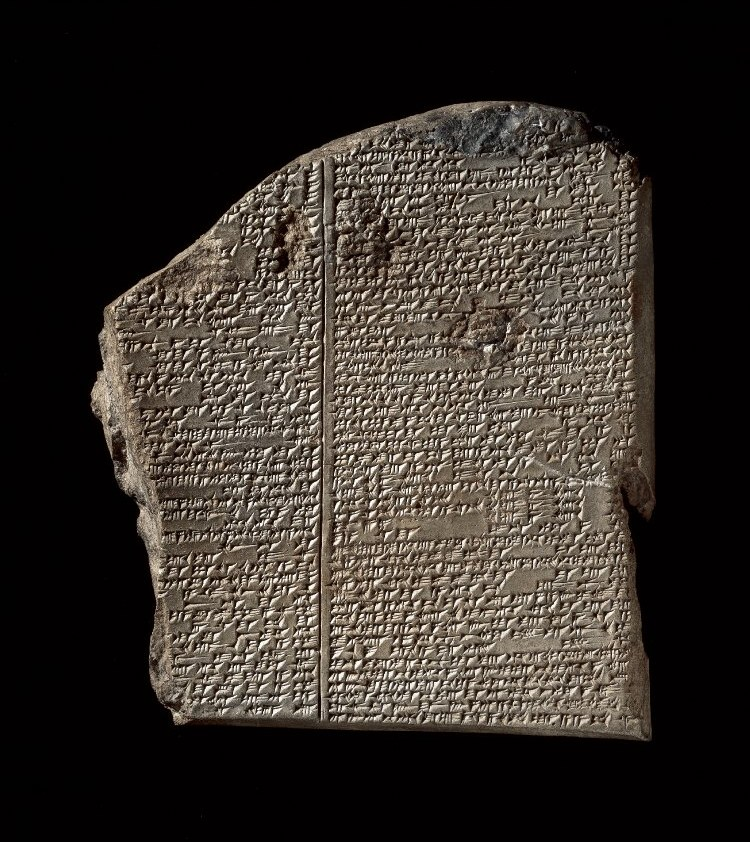
Epos o Gilgamešovi na kamenné tabulce, jedna z nejstarších památek literární historie

Literární historie je spolu s literární teorií a kritikou jednou z hlavních disciplín literární vědy.

## Charakteristika
Zabývá se dějinami literatury. Literární historici se zpravidla specializují na dějiny konkrétní národní literatury (např. česká literatura) či jazykové oblasti (např. jihoslovanské literatury). Literární historie jakožto věda se rodí v závěru osvícenství a sehrála důležitou úlohu pro národní uvědomění jednotlivých národů.